# Calligonum aphyllum
Calligonum aphyllum (Pall.) Gürke – gatunek rośliny z rodziny rdestowatych (Polygonaceae Juss.). Występuje naturalnie w Rosji (w jej europejskiej części, na Kaukazie Północnym oraz zachodniej Syberii), Azerbejdżanie, Kazachstanie, Turkmenistanie, Uzbekistanie, Tadżykistanie oraz Chinach (w regionie autonomicznym Sinciang). 

## Morfologia
PokrójZrzucający liście krzew dorastający do 0,8–2 m wysokości.
LiścieBlaszka liściowa równowąska, zaostrzona, o długości 2–4 mm.
KwiatyPojedyncze lub zebrane po 2–3 w pęczki, rozwijają się w kątach pędów. Listki okwiatu są zróżnicowane, mają owalny kształt i białą, zieloną lub czerwoną barwę, mierzą do 3 mm długości.
OwoceMają elipsoidalny kształt, osiągają 15–20 mm długości oraz 12–20 mm szerokości.

## Biologia i ekologia
Rośnie na wydmach. Występuje na wysokości od 500 do 600 m n.p.m. Kwitnie w czerwcu. 

## Ochrona
Gatunek rośnie między innymi w Parku Narodowym „Ałtynemel”.